# Okres Krapkowice
Okres Krapkowice (polsky Powiat krapkowicki) je okres v polském Opolském vojvodství. Rozlohu má 442,35 km² a v roce 2020 zde žilo 63 580 obyvatel. Sídlem správy okresu je město Krapkowice.

## Gminy
Městsko-vesnické:
- Gogolin
- Krapkowice
- Strzeleczki
- Zdzieszowice

Vesnická:
- Walce

## Města
- Gogolin
- Krapkowice
- Strzeleczki
- Zdzieszowice

## Sousední okresy
| Růžice kompasu | Opolí, Prudník | Opolí                  | Opolí, Strzelce | Růžice kompasu |
| Růžice kompasu | Prudník        | Sever                  | Strzelce        | Růžice kompasu |
| Růžice kompasu | Prudník        | Okres Krapkowice       | Strzelce        | Růžice kompasu |
| Růžice kompasu | Prudník        | Jih                    | Strzelce        | Růžice kompasu |
| Růžice kompasu | Prudník        | Kandřín-Kozlí, Prudník | Kandřín-Kozlí   | Růžice kompasu |